# Radu
Radu je rozšířené rumunské mužské křestní jméno praslovanského původu.

## Známí nositelé jména
- Radu Duda – manžel Markéty, rumunské korunní princezny
- Radu Sîrbu – moldavský zpěvák
- Radu I. – valašský kníže v letech 1377 až 1383
- Radu II. – valašský kníže v letech 1421, 1423, 1424 až 1427
- Radu III. – valašský kníže v letech 1462 až 1475
- Radu IV. – valašský kníže v letech 1495 až 1508

## Podobná jména
- Radoslav